# Daniel Maynadier Henry
Daniel Maynadier Henry (* 19. Februar 1823 in Cambridge, Dorchester County, Maryland; † 31. August 1899 ebenda) war ein US-amerikanischer Politiker. Zwischen 1877 und 1881 vertrat er den Bundesstaat Maryland im US-Repräsentantenhaus.

## Werdegang
Daniel Henry besuchte die Cambridge Academy und das St. John’s College in Annapolis. Nach einem anschließenden Jurastudium und seiner 1844 erfolgten Zulassung als Rechtsanwalt begann er in Cambridge in diesem Beruf zu arbeiten. Gleichzeitig schlug er als Mitglied der Demokratischen Partei eine politische Laufbahn ein. Zwischen 1846 und 1849 saß er im Abgeordnetenhaus von Maryland. Im Jahr 1869 war er Mitglied des Staatssenats.
Bei den Kongresswahlen des Jahres 1876 wurde Henry im ersten Wahlbezirk von Maryland in das US-Repräsentantenhaus in Washington, D.C. gewählt, wo er am 4. März 1877 die Nachfolge von Philip F. Thomas antrat. Nach einer Wiederwahl konnte er bis zum 3. März 1881 zwei Legislaturperioden im Kongress absolvieren. Ab 1879 war er Vorsitzender des Committee on Accounts. Nach dem Ende seiner Zeit im US-Repräsentantenhaus praktizierte Daniel Henry wieder als Anwalt. Er starb am 31. August 1899 in seinem Heimatort Cambridge.